# جوردن، شهرستان اوئن، ایندیانا
جوردن (به انگلیسی: Jordan) یک منطقهٔ مسکونی در ایالات متحده آمریکا است که در شهرستان اوون، ایندیانا واقع شده‌است. جوردن ۱۹۹ متر بالاتر از سطح دریا واقع شده‌است.